# 劉纘 (南齊)
劉纘（？—？），表字不詳，彭城郡彭城縣叢亭里（今江蘇省徐州市）人，南齊官員，曾兩度出使北魏。

## 生平
劉纘族弟劉芳是東晉年間反覆往來於東晉及北魏間的劉該之孫，但劉纘在南朝任官，為驍騎將軍，並在永明元年（493年）冬季奉齊武帝之命與前軍將軍張謨一同出使北魏。當時北魏特意將一大批宮中收藏的珍寶都送到街上給富人隨意買賣，使劉纘到達時發現北魏金銀玉石都很便宜。原本劉纘認為這是因為北魏盛產之故，還想趁機大手購入，不過北魏主客李安世卻故意謊稱北魏國內都不珍視這些寶物，故此價格很低且山中都藏著大量黃金及玉石沒人開採，劉纘聽後感到慚愧就沒有去買了。兩年後（485年）劉纘以輔國將軍和通直郎裴昭明再度出使北魏，更被當時主掌北魏朝政的馮太后私幸。
回國後，劉纘曾任太子左衛率，至永明九年三月辛丑日（491年4月3日）出任廣州刺史。之後劉纘被其奴僕所殺，始興內史王詡便前往討伐。